# Philadelphia Founders
I Philadelphia Founders sono una franchigia pallavolistica maschile statunitense, con sede a Filadelfia: militano in NVA.

## Storia
I Philadelphia Founders vengono fondati nel 2023, come franchigia di nuova espansione della NVA.

## Rosa 2023
| N° | Nome                   | Ruolo | Data di nascita   | Nazionalità sportiva |
| -- | ---------------------- | ----- | ----------------- | -------------------- |
| 1  | Piotr Namiotko         | O     | 21 marzo 1997     | Stati Uniti          |
| 2  | Krys Pescinski         | C     | 3 maggio 1992     | Stati Uniti          |
| 3  | Bryan Lee              | L     | 3 novembre 1994   | Stati Uniti          |
| 4  | Daniil Paraskevov      | S     | 9 settembre 1995  | Stati Uniti          |
| 5  | Ronald Dunn            | P     | 31 dicembre 1992  | Stati Uniti          |
| 6  | Nate Reynolds          | C     | 31 dicembre 1992  | Stati Uniti          |
| 7  | Sean Dillon            | C     | 25 giugno 1998    | Stati Uniti          |
| 8  | Kohlbe Anderson        | C     | 12 luglio 2002    | Stati Uniti          |
| 9  | Ryan Schickling        | S     | 24 gennaio 1996   | Stati Uniti          |
| 10 | Kyle Honey             | O     | 28 settembre 1994 | Stati Uniti          |
| 12 | Brandon Buck           | S     | 3 settembre 1995  | Stati Uniti          |
| 13 | Brennan Davis          | P     | 19 aprile 1999    | Stati Uniti          |
| 15 | Langston Payne         | C     | 1º aprile 1996    | Stati Uniti          |
| 16 | Jordan Robinson        | L     | 16 maggio 1992    | Stati Uniti          |
| 17 | Vothom Lu              | C     | 24 giugno 1998    | Stati Uniti          |
| 18 | Dynamite-Jones Faagata | O     | 10 dicembre 1995  | Stati Uniti          |
| 19 | Michael Lewis          | S     | 14 giugno 1995    | Stati Uniti          |
| 20 | Anthony LeBlanc        | C     | 11 febbraio 2001  | Stati Uniti          |
| 21 | Brendan Spulnick       | S     | 12 novembre 2000  | Stati Uniti          |
| 22 | Caden Satterfield      | S     | 20 giugno 2001    | Stati Uniti          |
| 44 | Jeffrey Nelson         | S     | 12 agosto 1996    | Stati Uniti          |